# Central hidroeléctrica de Bratsk
La presa de Bratsk (también llamada 50 años de Gran Octubre) es el segundo nivel de cascada de centrales hidroeléctricas sobre el río Angara en el óblast de Irkutsk, Rusia. Ubicada en Bratsk. Desde que se terminó en el año 1967, la central fue la más potente del mundo en una sola central, hasta que en Canadá se inauguró Churchill Falls en el año 1971. Anualmente, la central produce 22,6 TWh. Actualmente, la central eléctrica de Bratsk opera con 18 hidroturbinas, cada una de ellas con una capacidad de 250 MW, producida por el Leningradsky Metallichesky Zavod ("LMZ", ruso, ЛМЗ, Ленинградский Металлический завод) en los años sesenta. Con esta presa se obtiene el embalse Bratsk, con una superficie de 5.470 km².